# THE LIMIT OF SLEEPING BEAUTY-リミット・オブ・スリーピング ビューティ-
『THE LIMIT OF SLEEPING BEAUTY - リミット・オブ・スリーピング ビューティ』は、2017年公開の日本映画。監督・原案・脚本は二宮健。略称は｢リミスリ」。
二宮が過去に監督した自主映画「眠れる美女の限界」のセルフリメイクだが、ラブストーリーとして再構成されている。
R15指定。キャッチフレーズは「オリアアキ29歳―それでも世界は、素晴らしい。」。

## ストーリー
29歳の無名の女優、オリアアキは催眠術にかかる演技をルーチンワークのように繰り返し、いつしか現実と妄想の境界が破綻しようとしていた。唯一、美しい思い出として残るのは恋人・カイトとの時間。アキは人生を再生できるのか。

## 登場人物
オリア アキ
演:桜井ユキ
29歳。女優を目指し、サーカス団で働いている。
カイト
演:高橋一生
サーカス団の経営者。アキの恋人。

## スタッフ
- 監督/原案/脚本/編集：二宮健
- 制作：坂本敏明
- エクゼクティブプロデューサー：山口幸彦
- プロデューサー：梅川治男
- 音楽：原田智英
- ラインプロデューサー：大日方教史
- 撮影：相馬大輔
- 照明：佐藤浩太
- 録音：渡辺丈彦
- 音響効果：齋藤昌利
- 美術：松本真太朗
- スタイリスト：村上利香
- ヘアメイク：辻有見子
- キャスティング：細川久美子
- 助監督：吉田亮
- 制作主任：後藤聡
- 制作：キングレコード
- 制作プロダクション：ステューディオスリー
- 配給：アーク・フィルムズ